# 布尔盖勒
布尔盖勒（法語：Bourghelles，法語發音：[buʁɡɛl]）是法国上法兰西大区北部省的一个市镇，属于里尔区。

## 地理
布尔盖勒（50°33'53"N, 3°14'37"E）面积6.55 平方千米，位于法国上法蘭西大區北部省，该省份为法国最北部的省份及最长的省份，西北濒北海，西接加来海峡省，南至埃纳省和索姆省，东与比利时接壤。
与布尔盖勒接壤的市镇（或旧市镇、城区）包括：佩韦勒地区康凡、瓦内安、巴希、科布里约、锡苏万。

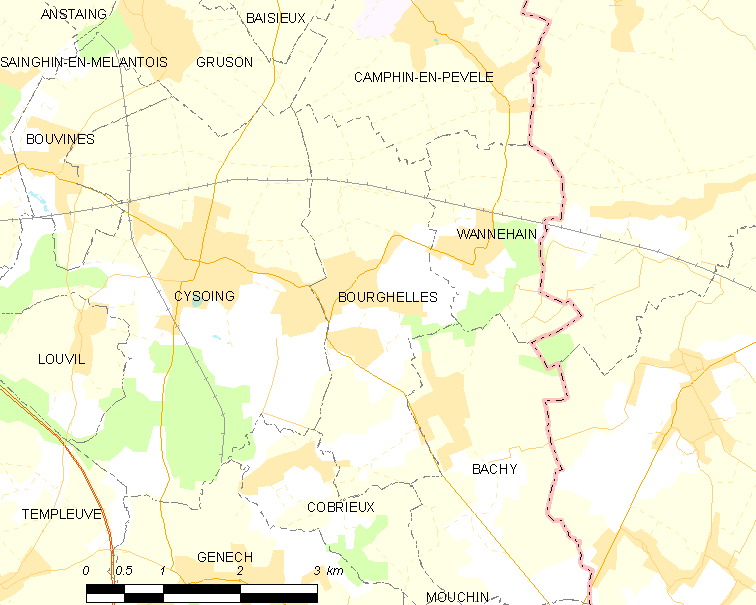
布尔盖勒的OSM定位图

布尔盖勒的时区为UTC+01:00、UTC+02:00（夏令时）。

## 行政
布尔盖勒的邮政编码为59830，INSEE市镇编码为59096。

## 政治
布尔盖勒所属的省级选区为佩韦勒地区唐普勒沃县。

## 人口

1962-2008年间布尔盖勒人口变化图示

布尔盖勒于2022年1月1日时的人口数量为1678人。